# 대각 사상
범주론에서 대각 사상(對角寫像, 영어: diagonal morphism)은 어떤 대상에서 그 거듭제곱으로 가는 표준적인 사상이다. 마찬가지로, 어떤 대상의 거듭쌍대곱에서 원래 대상으로 가는 쌍대 대각 사상(雙對對角寫像, 영어: codiagonal morphism)이 존재한다.

## 정의
기수 {\displaystyle \kappa } 및 범주 {\displaystyle {\mathcal {C}}} 속의 대상 {\displaystyle X}와 가 주어졌다고 하자. 만약 {\displaystyle \kappa }개의 {\displaystyle X}들의 곱 {\displaystyle X^{\times \kappa }}이 존재한다고 하자. 그렇다면, 곱의 보편 성질에 의하여 항등 사상 {\displaystyle \operatorname {id} _{X}}로부터 유도되는 사상
{\displaystyle \operatorname {diag} _{X}\colon X\to X^{\times \kappa }}
이 존재한다. 이를 대각 사상이라고 한다. 만약 {\displaystyle \kappa =1}일 경우 이는 항등 사상 {\displaystyle \operatorname {id} _{X}\colon X\to X}이며, 만약 {\displaystyle \kappa =0}일 경우 이는 끝 대상 {\displaystyle 1\cong X^{\times 1}}으로 가는 유일한 사상 {\displaystyle X\to 1}이다.
마찬가지로, 만약 {\displaystyle \kappa }개의 {\displaystyle X}들의 쌍대곱 {\displaystyle X^{\sqcup \kappa }}이 존재한다고 하자. 그렇다면, 쌍대곱의 보편 성질에 의하여 항등 사상 {\displaystyle \operatorname {id} _{X}}로부터 유도되는 사상
{\displaystyle \operatorname {diag} _{X}\colon X^{\sqcup \kappa }\to X}
이 존재한다. 이를 쌍대 대각 사상(영어: codiagonal morphism)이라고 한다. 만약 {\displaystyle \kappa =1}일 경우 이는 항등 사상 {\displaystyle \operatorname {id} _{X}\colon X\to X}이며, 만약 {\displaystyle \kappa =0}일 경우 이는 시작 대상 {\displaystyle 0\cong X^{\sqcup 1}}에서 {\displaystyle X}로 가는 유일한 사상 {\displaystyle 0\to X}이다.

## 예

### 집합의 범주
집합과 함수의 범주 {\displaystyle \operatorname {Set} }는 완비 범주이자 쌍대 완비 범주이다. 집합 {\displaystyle X}과 기수 {\displaystyle \kappa }가 주어졌을 때, 곱집합 {\displaystyle X^{\times \kappa }}으로 가는 대각 함수는 다음과 같다.
{\displaystyle \operatorname {diag} _{X}^{\kappa }\colon X\to X^{\times \kappa }}
{\displaystyle \operatorname {diag} _{X}^{\kappa }\colon x\mapsto (\overbrace {x,x,\dots ,x} ^{\kappa })\in X^{\times \kappa }}
대각 사상의 치역을 대각 부분 집합(영어: diagonal subset)이라고 한다.
{\displaystyle \kappa =2}이며, {\displaystyle X}가 유한 집합이며, {\displaystyle X}에 임의의 전순서를 주면 {\displaystyle X\times X}의 원소는 변의 길이가 {\displaystyle |X|}인 정사각 행렬의 한 성분으로 생각할 수 있다. 이 경우, 대각 사상은 모든 원소를 정사각 행렬의 (왼쪽 위에서 오른쪽 아래로 가는) 대각선 위의 성분에 대응시키며, "대각 사상"이라는 이름은 이로부터 유래하였다.
{\displaystyle {\begin{pmatrix}\bullet \\-\\\vdots \end{pmatrix}}\mapsto {\begin{pmatrix}\bullet &-&\cdots \\-&-&\cdots \\\vdots &\vdots &\ddots \end{pmatrix}}}
{\displaystyle {\begin{pmatrix}-\\\bullet \\\vdots \end{pmatrix}}\mapsto {\begin{pmatrix}-&-&\cdots \\-&\bullet &\cdots \\\vdots &\vdots &\ddots \end{pmatrix}}}
{\displaystyle \vdots }

### 작은 범주의 범주
작은 범주와 함자의 범주 {\displaystyle \operatorname {Cat} }는 완비 범주이자 쌍대 완비 범주이다. 이 경우, 작은 범주 {\displaystyle {\mathcal {C}}} 위의 대각 함자
{\displaystyle \operatorname {diag} _{\mathcal {C}}\colon {\mathcal {C}}\to {\mathcal {C}}\times {\mathcal {C}}}
는 대상과 사상에 다음과 같이 작용한다.
{\displaystyle \operatorname {diag} _{\mathcal {C}}\colon X\mapsto (X,X)\in {\mathcal {C}}\times {\mathcal {C}}}
{\displaystyle \operatorname {diag} _{\mathcal {C}}\colon (f\colon X\to Y)\mapsto \left(f\times f\colon (X,X)\to (Y,Y)\right)}

### 조각 범주
범주 {\displaystyle {\mathcal {C}}} 속의 대상 {\displaystyle A} 위의 조각 범주 {\displaystyle {\mathcal {C}}/A}를 생각하자. 조각 범주의 대상 {\displaystyle f\colon X\to A}의 대각 사상 {\displaystyle \operatorname {diag} _{f}}은 (만약 존재한다면) {\displaystyle {\mathcal {C}}}에서 다음과 같다.
{\displaystyle {\begin{matrix}X&{\overset {\operatorname {diag} _{f}}{\to }}&X\times _{A}X&{\overset {\operatorname {proj} _{1}}{\to }}&X\\&&{\scriptstyle \operatorname {proj} _{1}2}\downarrow &&\downarrow \scriptstyle f\\&&X&{\underset {f}{\to }}&A\end{matrix}}}
즉, 이는 당김 {\displaystyle X\times _{A}X}에 대한 대각 사상 {\displaystyle X\to X\times _{A}X}을 이룬다.

### 위상 공간의 범주
위상 공간의 범주 {\displaystyle \operatorname {Top} }에서, 대각 사상 {\displaystyle \operatorname {diag} _{X}\colon X\to X\times X}은 집합으로서의 대각 함수와 같으며, 대각 사상은 항상 그 상으로의 위상 동형을 정의한다.
위상 공간 {\displaystyle X}에 대하여 다음 두 조건이 서로 동치이다.
- 하우스도르프 공간이다.
- 대각 사상 {\displaystyle X\to X\times X}의 상이 닫힌집합이다.

### 스킴의 범주
스킴의 범주에서, 당김에 대한 대각 사상 {\displaystyle X\to X\times _{Y}X}는 다음과 같이 다양한 정의·정리들에 등장한다.
- 스킴 사상 {\displaystyle f\colon X\to Y}에 대하여, 이에 대한 대각 사상 {\displaystyle X\to X\times _{Y}X}는 항상 스킴 몰입이다. 즉, 어떤 열린 몰입 {\displaystyle \iota _{o}\colon Z\to X\times _{Y}X} 및 닫힌 몰입 {\displaystyle \iota _{c}\colon X\to Z}의 합성이다.
- 스킴 사상 {\displaystyle f\colon X\to Y}에 대하여, 이에 대한 대각 사상 {\displaystyle X\to X\times _{Y}X}가 준콤팩트 함수라면 {\displaystyle f}를 준분리 사상이라고 한다.
- 스킴 사상 {\displaystyle f\colon X\to Y}에 대하여, 이에 대한 대각 사상 {\displaystyle X\to X\times _{Y}X}가 닫힌 몰입이라면 {\displaystyle f}를 분리 사상이라고 한다.[1]:96 이는 대각 사상의 상이 닫힌집합인 것과 동치이다.[1]:96, Corollary II.4.2
- 국소 유한 표시 사상 {\displaystyle f\colon X\to Y}에 대하여, 이에 대한 대각 사상 {\displaystyle f\colon X\to X\times _{Y}X}가 열린 몰입이라면 {\displaystyle f}를 비분기 사상이라고 한다.[2]:65, Corollaire IV.17.4.2(c)
- 스킴 사상 {\displaystyle f\colon X\to Y}에 대하여 다음 두 조건이 서로 동치이며, 이를 만족시키는 사상을 보편 단사 사상(영어: universally injective morphism)이라고 한다.
  - 임의의 스킴 사상 {\displaystyle Y'\to Y}에 대하여, 밑 변환 {\displaystyle X\times _{Y}Y'\to Y'}이 단사 함수이다.
  - 대각 사상 {\displaystyle X\to X\times _{Y}X}가 전사 함수이다.